# 岩井勇輝
岩井 勇輝（いわい ゆうき、1982年12月30日 - ）は、千葉県印西市出身の元陸上競技選手。専門は長距離種目。成田高校、日本大学卒業。旭化成陸上部に所属していた。

## 人物・来歴
身長・体重は177cm・60kg。2009年広島県で開かれた第93回日本陸上選手権男子10000mにおいて優勝、世界選手権10000m代表に選出された。
2014年9月をもって現役を引退。
2023年9月より旭化成陸上部コーチに就任。

## 主な戦績
- 2000年 岐阜インターハイ 5000m 2位（日本人1位）
- 2000年 第55回国民体育大会 少年A5000m 2位
- 2002年 第78回箱根駅伝 3区区間4位 1時間05分22秒
- 2003年 第79回箱根駅伝 3区区間8位 1時間04分13秒
- 2003年 第82回関東インカレ1部　10000m 4位 28分45秒43
- 2005年 第81回箱根駅伝 2区区間6位 1時間09分16秒
- 2008年 第92回日本陸上競技選手権 10000m 15位 28分28秒02
- 2009年 第93回日本陸上競技選手権 10000m 優勝 28分19秒25
- 2009年 世界陸上競技選手権ベルリン大会 10000m 25位 29分24秒12

## 自己ベスト
- 5000m - 13分35秒67（2010年）
- 10000m - 27分58秒03（2009年）
- ハーフマラソン - 1時間01分58秒（2012年）
- マラソン - 2時間14分30秒（2012年）